# Узбеки в Афганистане

Флаг узбекской общины в Афганистане

Узбеки в Афганистане являются четвёртой по численности этнической группой современного Афганистана составляя по разным данным от порядка 5 миллионов человек. Узбекский язык является региональным языком некоторых северных провинций Афганистана. Узбеки тюркоязычны и исповедуют ислам суннитского толка.

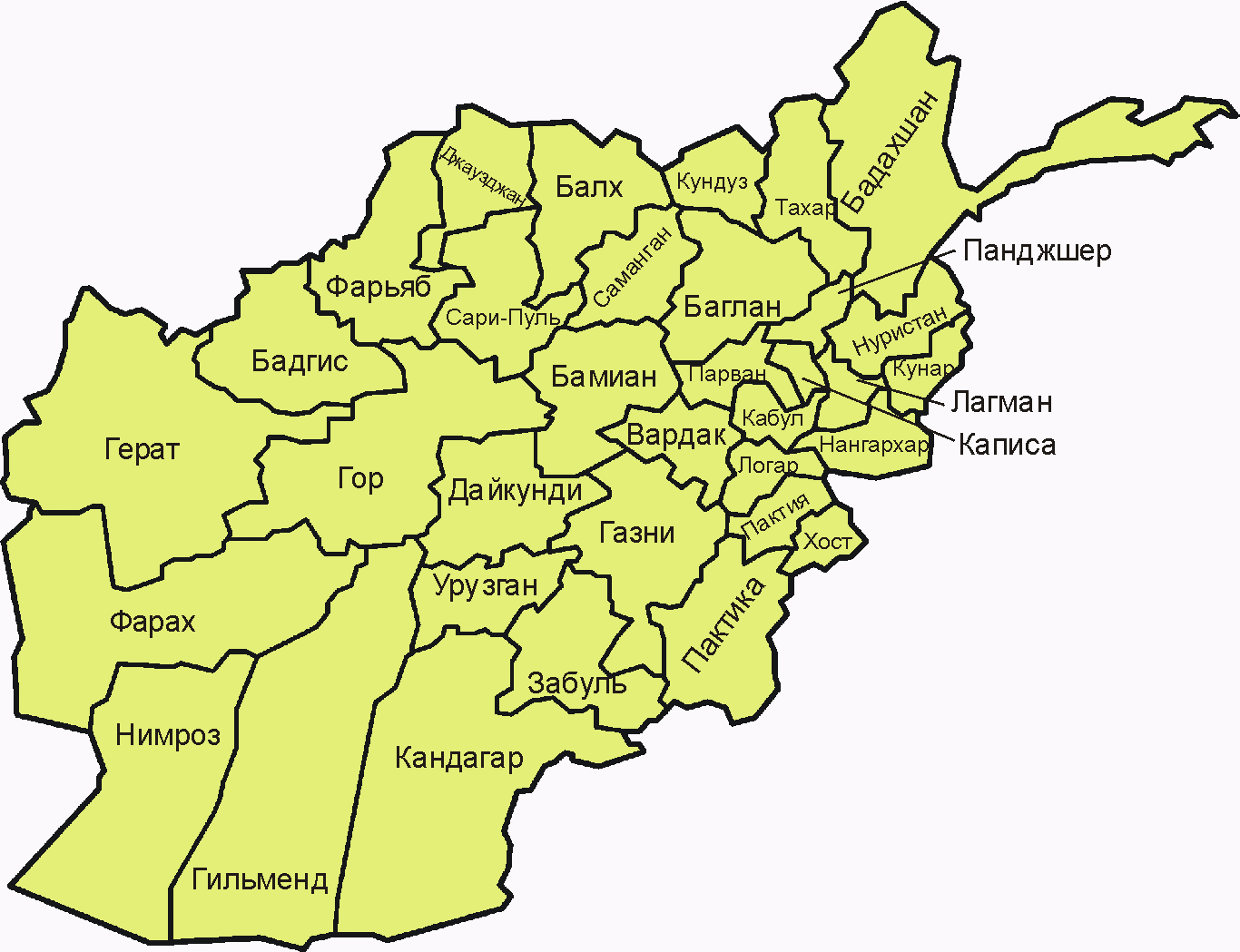
Административные провинции в Афганистане

## История

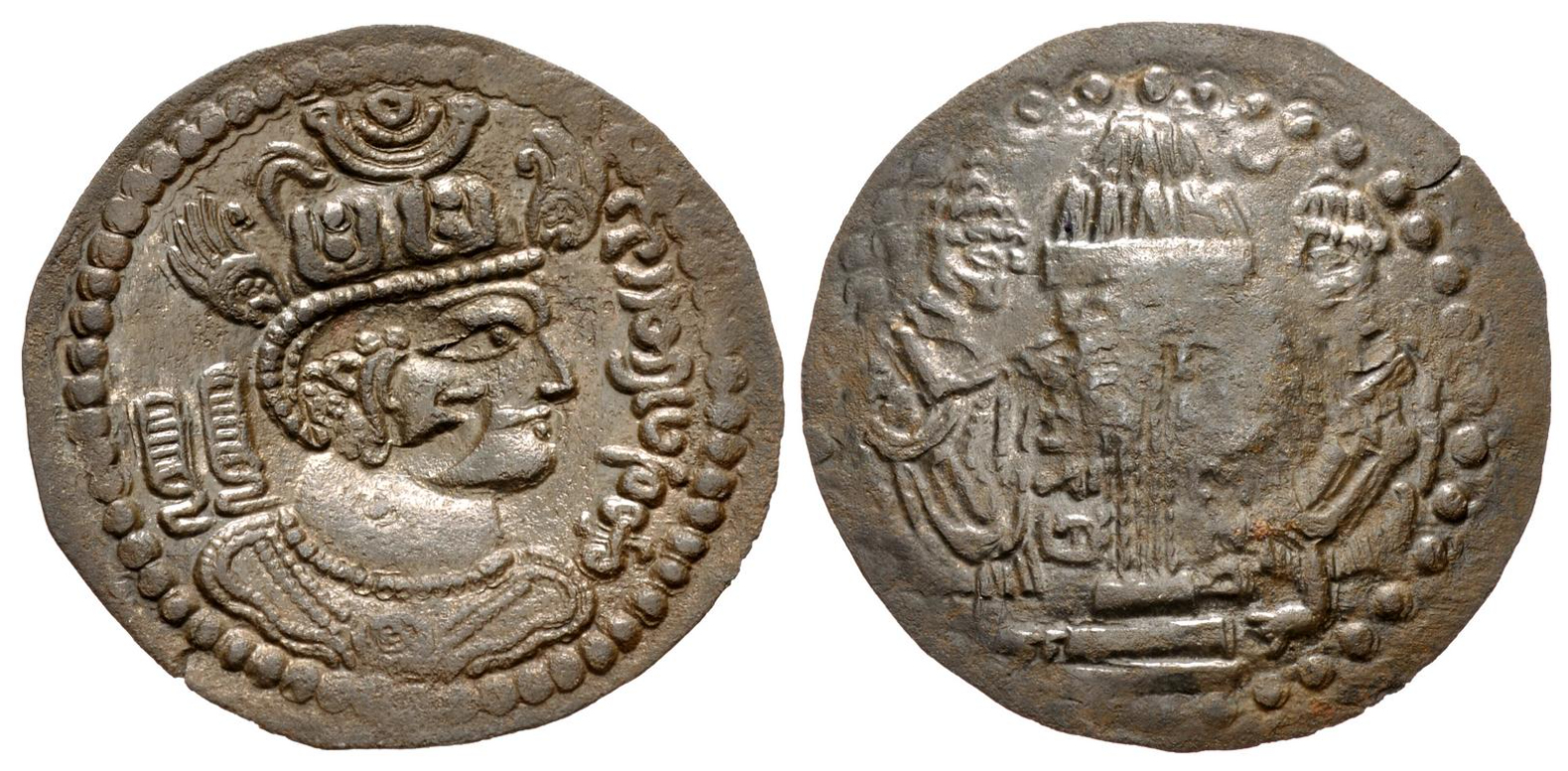
Монета западных тюрков. Шахи тегин. После 679 года, Бактрия

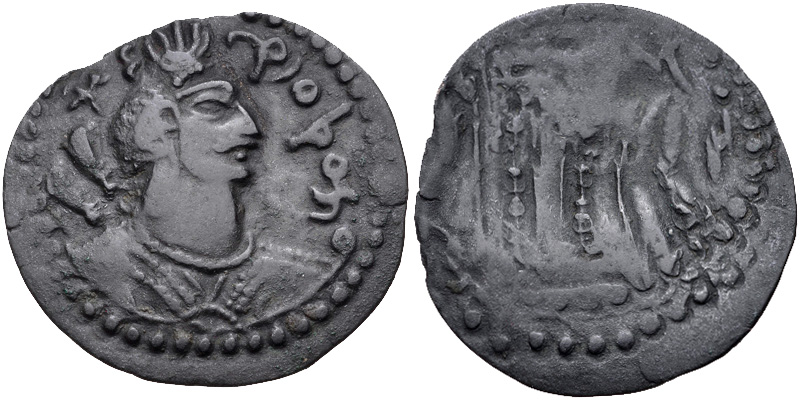
Ранняя монета Тегин-шаха, конец VII века

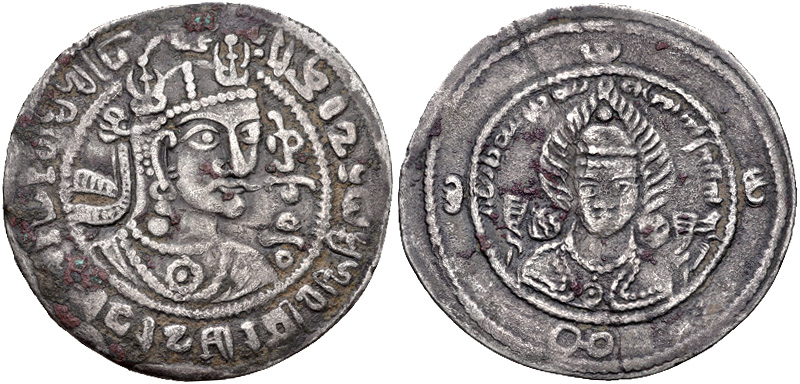
Трёхъязычная монета Тегин-шаха с изображением бога Аттара, 728 год

Основу узбеков Афганистана составило тюркское население, находившееся в близких связях с ираноязычным бактрийским населением.
Тюркское население на современной территории Афганистана — древней Бактрии-Тохаристана появляется в первой половине первого тысячелетия нашей эры. О раннем проникновении тюрков-карлуков в южные районы Средней Азии и их смешении с местными эфталитами даёт сведения историк Гардизи: «…карлуки стали многочисленными, усилились и вступили в сношения с тохаристанскими хайталами, те потребовали от них женщин, карлуки дали им женщин»
Тюркские династии правили на территории северного Афганистана начиная с VI века и выпускали свои монеты.  В одном из регионов Тохаристана правили Тюркские шахи и династия Ябгу Тохаристана. Барха тегин (665—680 гг. н. э.) был первым правителем из династии тюркских шахов.
Тюркские имена и титулы встречаются в бактрийских документах VII—VIII вв.: каган, тапаглиг элтабир, тархан, тудун, имена Кутлуг Тапаглиг Бильга савук, Кера-тонги, Тонгаспар, тюркские этнические названия: халач, тюрк В этот период тюрки составили часть оседлого населения древней Бактрии.
Тимуриды использовали тюркский и персидские языки. В 1398 году сын Тимура Мираншах приказал составить официальный документ на тюркском языке уйгурским шрифтом Внук Тимура Искандар Султан-мирза (1384—1415) имел двор включавший группу поэтов, например, Мир Хайдара, которого Искандар призвал писать стихи на тюркском языке. Благодаря покровительству Искандар Султана была написана тюркская поэма «Гуль и Навруз».
Усиление статуса и роли тюркского языка в эпоху Тимура и Тимуридов привело к формированию узбекского литературного языка.
Представителем узбекской светской литературы конца XIV — начала XV веков, был Дурбек. Из наследия Дурбека сохранилась поэма в двух рукописях «Юсуф и Зулейха» на чагатайском (староузбекском) языке. Поэма была написана в 1409 году в г. Балхе.
Появились и другие поэты тюркской литературы: Лутфи и Алишер Навои. Большую роль в дальнейшем развитии узбекского литературного языка сыграл Алишер Навои, родившийся в Герате. Он написал «Суждение о двух языках» (1499), в котором обосновано культурное и художественное значение тюркского языка.
В 1506 года узбекский хан Шейбани-хан захватил Балх и Балх был присоединён с прилегающими землями к государству Шейбанидов. Балхский вилайет узбекский хан пожаловал своему малолетнему сыну Хуррамшах-султану. Но оно изначально не было централизованным и делилось на уделы. 

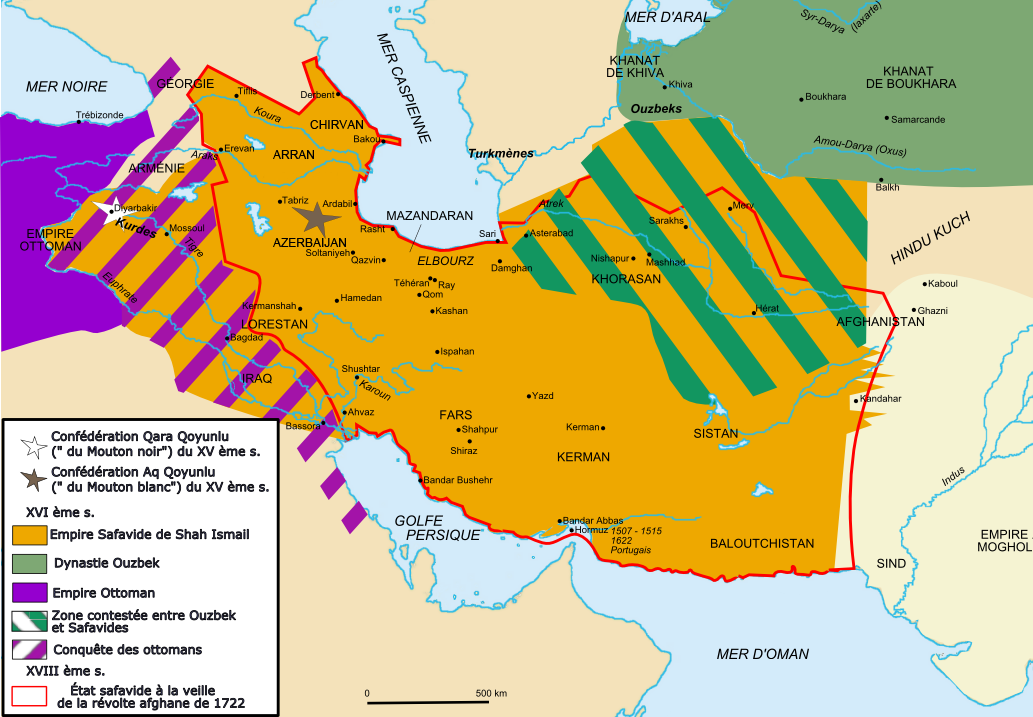
Владения Бухарского ханства и Государства Сефевидов

Балхское ханство было крупнейшей административной единицей Бухарского ханства (1526—1702 г.г.), начиная с 1590 года, наместником которого являлся наследник бухарского правителя, получавший титул хана; позднее — узбекское государство (1702—1850 г.г.), существовавшее на территории Южного Туркестана, которое затем было присоединено к Эмирату Афганистан. Наибольшего развития Балхское ханство достигло при Аштарханидах, особенно при Надир Мухаммад-хане и Субханкули-хане.
Основное население Балхского ханства составляли узбеки разных племен. Так, например, в «Бахр ал-асрар», содержащем политическую историю Балхского ханства первой половины XVII века, приведены названия свыше 50 узбекских кочевых и полукочевых племён и родов. Территорию, на которой обитали эти племена, как и численность каждого из них, установить невозможно из-за отсутствия достаточных данных в источниках. Небольшие отрывочные сведения позволяют установить этническую территорию лишь кипчаков, мингов, кунгратов, катаганов, найманов и отдельных племён и родов Хазареджата: тулкичи, сайканчи, зиренги и килеги.
По материалам источников, юртом или улусом кипчаков были районы Чечекту, Кайсар, Алмар и Йабагу, мингов — Меймене и подвластные ему районы, кунграты обитали в пределах Термеза и смежных с ним горных районах правобережной Амударьи, катаганы — в области Кундуз, а найманы и канглы — в округах Хульм и Айбак

## Демография и расселение

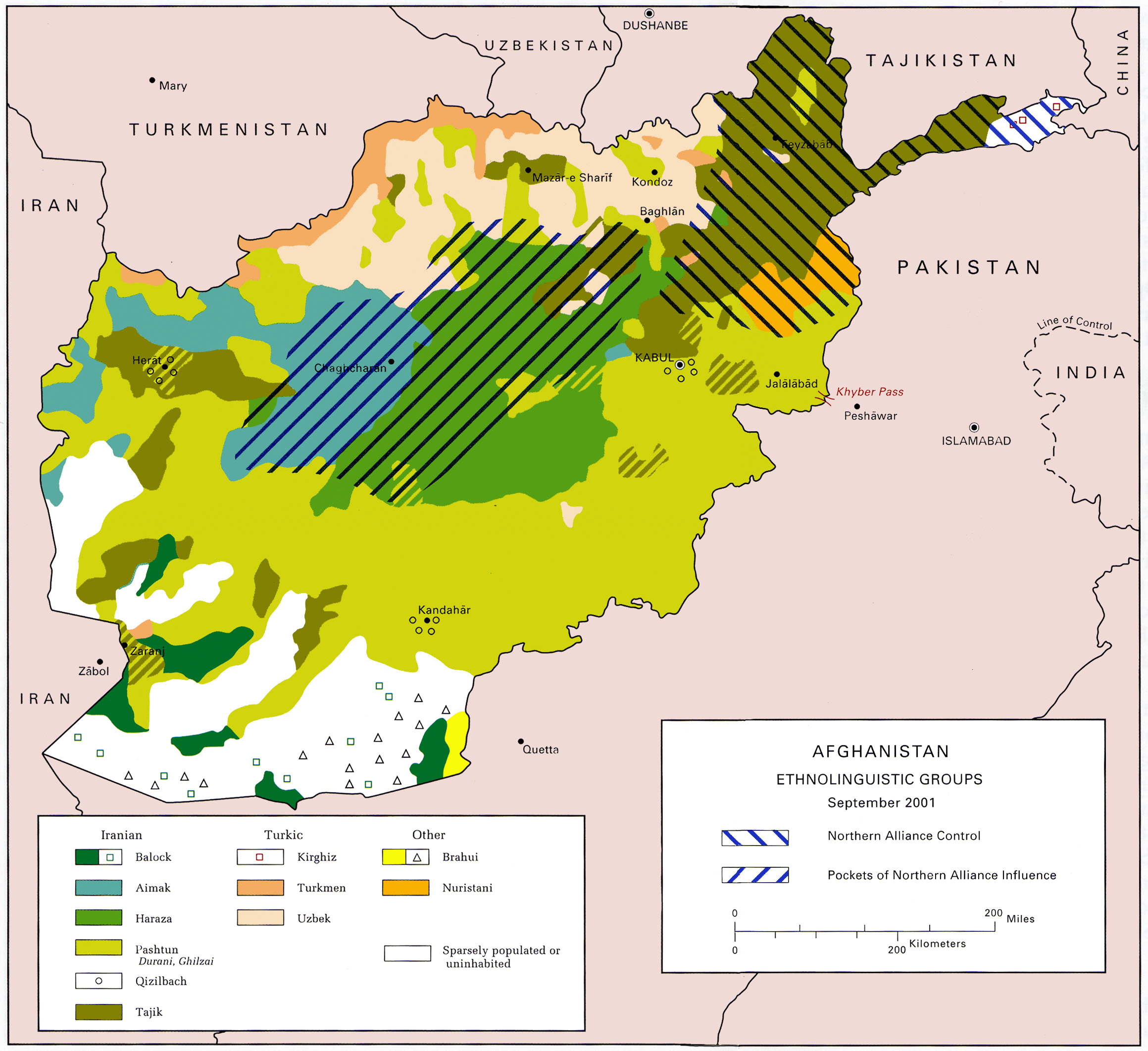
Этнические группы Афганистана

Всеобщие переписи населения в Афганистане не проводились уже несколько десятилетий, планировалось проведение переписи населения (в прошлом она уже переносилась) на период 11 сентября — 1 октября 2010 г. Существующие оценки численности и доли узбеков в населении Афганистана заметно разнятся. Так, Энциклопедия Ираника приводит оценку 8,0 %, ЦРУ в своей открытой публикации приводит оценку 9 %, Согласно исследованию «Исследование народа Афганистана — Афганистан в 2006 году», которое явилось совместным проектом Asia Foundation, Индийского центра по изучению развивающихся обществ и Афганского центра социально-экономических исследований и исследования общественного мнения доля узбеков составляла 9,2 %, совместное исследование, проводимое по заказу ABC, BBC и ARD за период 2004—2009 гг. дало среднюю долю узбеков в населении Афганистана на уровне 6 %.
Также несколько разнятся и оценки общей численности населения Афганистана. Так, ЦРУ приводит оценку 29,1 млн чел. на середину 2010 г. (подчёркивая при этом, что ранее приводимые оценки в размере 33,6 млн чел. были ныне скорректированы в сторону уменьшения), что сблизило оценки ЦРУ и ООН, которая приводит на середину 2009 г. оценку 28,15 млн жит. при ежегодном приросте населения в размере 1 млн чел.. Афганское Центральная статистическая организация в последнем опубликованном статистическом ежегоднике оценивает население страны в размере 25 млн чел. на 2008/2009 гг. (включая кочевников), при этом ежегодный прирост населения по мнению официальной афганской статистики, составляет 2,03 %, что даёт приблизительно 25,5 млн чел. на 2009/2010 гг. и 26 млн чел. на 2010/2011 гг.
Таким образом при использовании афганской национальной оценки численности населения на 2010 год в размере приблизительно 25,7 млн чел. и минимальной из приведённых оценок доли узбеков в населении страны (6 %) их общая численность составит ок. 1,5 млн чел., при использовании оценок численности населения Афганистана, которые приводят ЦРУ и ООН (ок. 29,1 млн чел.) и максимальной из приведённых оценок доли узбеков в населении страны (9,2 %) их абсолютная численность составит ок. 2,7 млн чел.

## Этнография

Карта ЦРУ, показывающая территорию проживания этнических групп и подгрупп в Афганистане (2005 г.)

Традиционное занятие узбеков — сельское хозяйство. Узбеки также говорят на ферганском диалекте узбекского языка, используют арабский алфавит.
Выделяются следующие родоплеменные группы узбеков: кураминцы, мангиты, кунградцы, локайцы, дурмены, минги, юзы, барласы, катаганцы, карлуки, сунаки, кипчаки, найманы, канглы, чагатайцы и так далее; всего более 20 племён. Узбеками себя признают все этнографические группы узбеков.

## Культура и образование
Имеется узбекский театр, издаётся газета на узбекском языке. Ведётся вещание по ТВ и радио на узбекском языке. Среди телеканалов, вещающих на узбекском, можно назвать Batur tv (вещание ведётся полностью на узбекском и частично на туркменском), Ayna TV и Milliy Tv.

## Известные узбеки Афганистана
- Джалалар, Мохаммад Хан[21] — министр финансов (1972—1973), торговли (1974—1978 и 1980—1987) и планирования Афганистана (1977—1978).
- Дустум, Абдул-Рашид — первый Вице-президент Афганистана, военный и политический деятель; генерал, Дважды Герой Афганистана (1986 и 1988).
- Сират, Абдул Сатар[22] — министр юстиции Афганистана (1969—1971).
- Suraya Dalil — министр здравоохранения (2010—2014),постоянный представитель Афганистана при ООН, в Женевском офисе
- Назиф Шахрани, узбекский и американский антрополог и политолог.
- Нематулла Шахрани (родился в 1941 году) — выдающийся афганский ученый.  Он был одним из четырех вице-президентов Переходной администрации Афганистана с 2002 по 2004 год. Шахрани также возглавлял Афганскую конституционную комиссию.
- Абдул Салам Ханафи (пушту عبدالسلام حنفي [ˈabdʊl saˈlɑm hanaˈfi], дари и узб.عبدالسلام حنفی) — афганский узбекскийполитический и религиозный деятель, один из лидеров «Талибана», исполняющий обязанности второго заместителя премьер-министра Исламского Эмирата Афганистан с 2021 года; одна из центральных фигур «катарского офиса» талибов.
- Хусн Бану Газанфар ( дари : حسن بانو غضنفر ), (родилась 1 февраля 1957 года) — политик в Афганистане , ранее занимавшая пост министра по делам женщин . Она также писательница, поэтесса и оратор.
- Дельбар Назари (5 марта 1956 — 14 августа 2024) — афганский политик, последний министр по делам женщин .
- Саламат Азими ( дари : سلامت عظیمی ; род. 1965) — афганский политик, занимавший пост министра по борьбе с наркотиками .
- Мохаммад Шакер Каргар ( дари : محمد شاکر کارگر , родился 2 февраля 1967 года) — афганский политик , который занимал должность руководителя администрациипрезидента Исламской Республики Афганистан Ашрафа Гани.
- Абдул Малик Пахлаван — афганский узбекский военачальник и политик, базирующийся в провинции Фарьяб на севере Афганистана . Он является главой Партии освобождения Афганистана и активно участвовал в межфракционной борьбе, охватившей Афганистан на протяжении 1990-х годов.
- Мухаммад Юнус Навандиш ( узбекский / дари : محمديونس نوانديش ) был мэромКабула с момента его назначения президентом Афганистана Хамидом Карзаем в январе 2010 года. В 2012 году Мухаммад Юнус Навандиш был выбран в число 16 лучших мэров мира Институтом международных исследований и развития в Женеве, Швейцария , и он был выбран в число 5 лучших мэров среди всех 16 мэров других стран.
- Абдул Рауф Ибрагими — узбекскийзаконодатель и политик из Афганистана ( потомок великого половодца Ибрагим-бек лакай).Он выиграл парламентское место во второй раз в 2010 году, когда был избран спикером Волеси джирги.
- Шерхан Фарнуд ( 15 августа 1963 г. – 24 августа 2018 г.) был афганским банкиром, председателем Kabul Bank до конца 2010 г., крупнейшего частного финансового учреждения Афганистана с более чем 1 миллионом клиентов. Фарнуд владел 28,16% акций Kabul Bank.  Он также владел авиакомпанией Pamir Airways в партнерстве с Халилуллой Фрузи /Фрози, Мохаммедом Фахимом и, возможно, другими.
- Азад Бег (родился 4 июля 1952 года) был основателем тюркского националистического движения Исламский союз северных провинций в Афганистане во время советско-афганской войны . Бег был правнуком Нассеруддина , последнего эмира Коканда .
- Альхадж Муталиб Баиг (умер 25 декабря 2011 года) был афганским политиком. Бывший командующий Северного альянсаи член партии Джамиат-и-Ислами , он представлял провинцию Тахар в Палате народа .